# 科隆日站 (科多尔省)
科隆日站，又译科隆日莱普勒米耶尔站，是法国的一个铁路车站，位于法国科多尔省科隆日莱普勒米耶尔市镇范围内。

## 站名
由于巴黎－马赛铁路上也有一个“科隆日站”，为了区分，这里的科隆日站的官方正式名称为科隆日站（科多尔省）（Gare de Collonges (Côte-d'Or)）。

## 位置
科隆日站位于科隆日莱普勒米耶尔的南部。车站大致呈东南-西北走向，西南和东北两侧均有出入口。

## 车站概况
科隆日站是一个无人看守的乘降所，没有任何售票服务及设施。乘客需上车购买车票或使用通勤卡。科隆日站西侧有一处人行天桥可连接两侧的站台。
除了科隆日莱普勒米耶尔外，科隆日站2公里范围内附近还有多个市镇，包括隆若、普吕沃、贝尔勒福尔、普勒米耶尔、普吕韦等。

## 停靠线路
以下列车线路在科隆日站停靠：
| 科隆日站列车线路表 |      |        |          |              |
| 线路               | 车种 | 上一站 | 下一站   | 大致运行频率 |
| 第戎—贝桑松/贝尔福 | TER  | 让利斯 | 维莱莱波 | 每天6趟左右  |
| 1.                 |      |        |          |              |

## 配套交通

### 城际客运
距离科隆日站最近的大巴车上下车地点位于隆若（Longeault）镇中心，距离科隆日站大约1千米。科多尔省城际客运公司提供"第戎-奥克松"线路的大巴车。此外，当某条铁路线施工或罢工时，SNCF也会提供途径该线路沿途站点的大巴车。

### 市内交通
科隆日站附近暂无城市公共交通线路。

## 临近车站
| 科隆日站（Gare de Collonges） |                    |                                                                       |
| 上行车站                      | 线路               | 下行车站                                                              |
| 让利斯站 4.1km ←              | 第戎－瓦洛尔布铁路 | ↗ 54.2km（联络线）→贝桑松-弗朗什-孔泰TGV站 ↘ 6.5km（正线）→维莱莱波站 |